# Sven Leijonmarck
Sven Leijonmarck, född  25 februari 1649 i Uskela i Finland, död 26 juli 1728 på Finsta, Uppland, var en svensk ämbetsman. Han var stamfader till den adliga ätten Leijonmarck, där några medlemmar skrivit namnet Leyonmarck, däribland sonsonen Gustaf Adolph Leyonmarck.

## Biografi
Sven Leijonmarck var son till prosten Christiernus Agricola och hans hustru Britta Forssenia. Som den förste i släkten att beträda ämbetsmannabanan ändrade han sitt fädernenamn till Åkerman och Åkermarck och fick slutligen, när han adlades, namnet Leijonmarck.
Efter studier i Åbo och Uppsala förordnades han till landssekreterare i Uppland, varifrån han 1683 befordrades till krigsfiskal och ett par år senare till advokatfiskal i kammarrevisionen. 1686 utnämndes han till sekreterare i Riksarkivet. Adlad sistnämnda år förordnades han 1689 till ledamot i lagkommissionen, blev 1701 vice president i Åbo hovrätt, från vilket ämbete han 1721 tog avsked med landshövdingetitel. 
Som sekreterare i Riksarkivet erhöll han i uppdrag att med ledning av de där förvarade handlingar söka utreda frågan om det gamla kopparkompaniet och dess förmodade försnillningar från kronan. Hans efterforskningar ledde honom till den övertygelsen att flera av reduktionskommissionens beskyllningar var orättvisa. Detta förfäktade han inför kommissionen och hos kungen, vilket ledde till att Leijonmarck blev kastad i fängelse. Han slapp likväl undan med att göra offentlig avbön, men den undergångna behandlingen skapade en motvilja mot enväldet och införde honom i den opposition som under Karl XII:s senare regeringsår förberedde och efter hans död införde ett annat styrelseskick.
Leijonmarck fullbordade utgivandet av beskrivningarna till Dahlbergs Suecia antiqua samt författade en stor mängd betänkanden i juridiska och politiska frågor. Han ansågs vara en av sin tids lärdaste män. 
Han gifte sig första gången 1680 med Magdalena Adlersköld och andra gången 1696 med Elisabet Berghult; möjligen gifte han sig också en tredje gång.